# ゴルゴンゾーラ
ゴルゴンゾーラ（伊: Gorgonzola）は、イタリアのロンバルディア州とピエモンテ州にまたがる地域で生産されている、イタリアの代表的なチーズのひとつ。フランスのロックフォール、イギリスのスティルトンとともに世界三大ブルーチーズに挙げられている。1996年6月12日以来、統制原産地呼称（DOP）を取得している。

## 概要
カード（英: curd）とアオカビを交互に重ねて作られたもので、内部には筋状のアオカビが走っており、特徴的な刺激臭がある。ミラノ近郊のゴルゴンゾーラが名前の由来だが、現在この地域では製造されていない。9世紀頃に、春から夏にかけて高地で放牧していた牛を秋に平野へ下ろす際、途中にあるこの村が休憩所となっていた。ここで疲れた牛から搾られた乳で作ったチーズが柔らかくておいしかったので、ストゥラッキーノ・ディ・ゴルゴンゾーラ（stracchino di Gorgonzola）と呼ばれるようになったのが始まりと言われている。今日では法律により生産地域が限定されている。
このチーズは大きく2種類に分けられ、青カビが多く辛味の強いものはピッカンテ（伊: piccante, 「辛い」の意）、クリーミーでほんのりとミルクの甘味の残っているものがドルチェ（伊: dolce, 「穏やか」「甘い」の意）と呼ばれる。ピッカンテはそのまま食べることもあるが、リゾットに入れたり、ゴルゴンゾーラソースを作ってパスタにかけたりするなど、料理に使われることが多い。長らくドルチェの人気が圧倒的であったが、古典的なピッカンテの人気も増している。

## 歴史
歴史的にはミラノのゴルゴンゾーラで何世紀にもわたって生産されており、11世紀頃には特徴的な緑青の縞模様が見られるようになった。しかし、いくつかの近隣の自治体が原産地を自称し、論争が起きている。
そのひとつに、伝統的な酪農がさかんなパストゥーロが挙げられる。これは、ゴルゴンゾーラをはじめとする種々のチーズを作るのに適した温度(6℃-12℃)に保たれた天然の洞窟が存在するためで、ゴルゴンゾーラは879年から1007年にかけて作られたと考えられている。
またロンバルディアにはゴルゴンゾーラに関する以下のような説話が存在する。とあるチーズ職人が新鮮なカードを桶の中に入れ、一晩中開けたままにしておいた。彼は恋人と会うために急いでいて、カードのことをすっかり忘れてしまっていた。数ヵ月後、桶の中を確認すると、チーズに青カビが生えており、彼はこれを試食し独特な風味があることに驚いたという。これはエルボリナトゥーラ（伊: Erborinatura, カビの発生のこと）の過程を発見した最初の出来事でもあった。